# Points cycliques
En géométrie projective, les points cycliques sont deux points imaginaires communs à tous les cercles du plan (d'où leur nom). Ce sont des points imaginaires de la droite de l'infini.

## Historique
Ces points ont été introduits au 19e siècle par Jean-Victor Poncelet dans ses travaux sur la géométrie projective. Ils ont été baptisés aussi ombilics du plan par Edmond Laguerre.

## Caractérisation dans le plan projectif complexe
Les coordonnées homogènes des points cycliques dans le plan projectif complexe sont I(1,i,0) et J(1,-i,0).
Ces points sont l'intersection de la droite de l'infini d'équation homogène z=0 et des deux droites dites isotropes d'équation respectives y=ix et y=-ix.
Les points cycliques sont situés à distance nulle de l'origine, comme tous les points des droites isotropes.

## Courbes algébriques circulaires
On appelle courbe algébrique circulaire (ou simplement courbe circulaire) toute courbe algébrique qui passe par les deux points cycliques.
Algébriquement on montre que la condition nécessaire et suffisante pour qu'une courbe algébrique soit circulaire est que le polynôme formé des termes de plus haut degré de son équation cartésienne soit divisible par x²+y².
Le cercle est la seule conique circulaire. D'après le théorème de Bézout, deux cercles quelconques du plan projectif complexe possèdent 4 points d'intersection. Deux de ces points sont toujours les points cycliques, les deux autres peuvent être réels et distincts (cercles sécants), réels et confondus (cercles tangents) ou imaginaires.
Parmi les courbes algébriques circulaires remarquables on trouve également :
- Les ovales de Cassini et en particulier la lemniscate de Bernoulli ;
- Les cubiques circulaires[3].

## Ombilicale
L'ensemble de tous les points cycliques de tous les plans de l'espace projectif  (de dimension 3) s'appelle l'ombilicale.  Elle est représentée par le système d'équations (homogènes)  {\displaystyle X^{2}+Y^{2}+Z^{2}=0} et {\displaystyle T=0} ; autrement dit, c'est l'ensemble des points à l'infini (imaginaires) communs à toutes les sphères ; on voit qu'il s'agit d'un cercle de rayon imaginaire égal à  i, situé dans le plan à l'infini.